# Дом Ростовых
Городска́я уса́дьба Соллогу́ба (дом Росто́вых, усадьба князе́й Долгору́ковых, особня́к Боде́-Колычёвых) — комплекс зданий в Центральном районе Москвы на Поварской улице. Старейшая часть особняка построена в середине XVIII века при первом владельце имения дворянине И. И. Воронцове-Вельяминове. В 1770-х годах здание перешло в собственность рода Долгоруковых и было значительно реконструировано. Доподлинно неизвестно, кто выступал архитектором строения. В середине XIX века имение выкупил Михаил Боде-Колычёв, после смерти которого оно перешло по наследству к его зятю — художнику Фёдору Соллогубу.
После Октябрьской революции строения занимали различные конторы, с 1925-го имение находилось в ведении писательских объединений. С 1933 по 1992 год в комплексе располагался  Союз писателей СССР, позднее реорганизованный в Международное сообщество писательских союзов.   
С 2020 года и по настоящее время в строении располагается Ассоциация союзов писателей и издателей России (АСПИР).  

## История

### Строительство и использование
В 1756 году маленький участок вдоль красной линии Большой Никитской улицы принадлежал дворянину И. И. Воронцову-Вельяминову. Он возвёл на этой территории маленькую усадьбу, которая имела формы, характерные для архитектуры XVIII века. Цокольный этаж декорировали рустом, а основной ярус — угловыми пилястрами. В 1770-х годах особняк перешёл в собственность князя Н. В. Долгорукова, а затем — генерал-лейтенанта Алексея Долгорукова. В этот период дом с торцов дополнили боковыми крыльями и надстроили мезонином. Здание приобрело строгую классическую обработку: уличный фасад декорировали портиком с коринфскими пилястрами, дворовой — портиком с колоннами. В то время имение включало соседние участки, где находились служебные пристройки и сад. Долгоруковы расширили владение до Поварской улицы, выстроив вдоль неё два Г-образных хозяйственных корпуса. Угол каждого флигеля был представлен круглым проходным объёмом, фасады строений оформили вертикальными нишами и филёнками.
Предположительно, во время оккупации Москвы французы использовали здание для размещения высших армейских чинов. Дом почти не пострадал от пожара 1812 года. К 1853-му имение перешло в собственность барона Михаила Боде-Колычёва. Через шесть лет к восточному крылу здания пристроили домовую церковь святого Филиппа, выполненную в русском стиле. Кроме того, рядом вдоль границы участка возвели флигель, соединявшийся с моленной полукруглой галереей. Парадные помещения дома оформили пышным псевдобарочным декором, один из залов украсили подробным генеалогическим древом фамилии. Будучи историком и коллекционером, Михаил Боде-Колычёв декорировал комнаты особняка собранием картин и оружия. По свидетельствам современников, дом представлял собой «музей средневековых достопримечательностей».
Известно, что писатель Лев Толстой находился в родственных связях с семейством Боде-Колычёвых и часто посещал балы в их московском имении. Существует мнение, что именно это здание описано в романе «Война и Мир» как дом Наташи Ростовой.

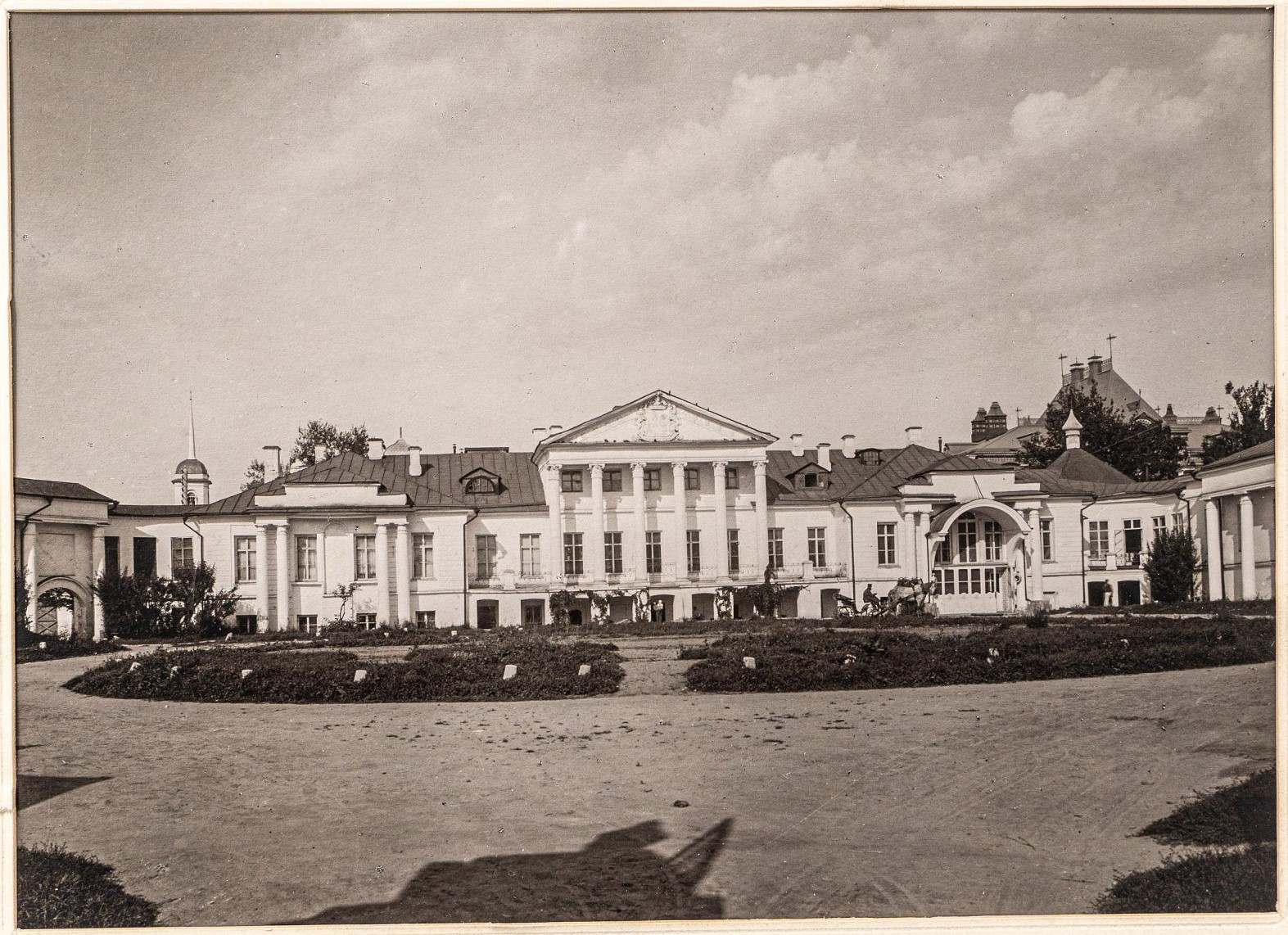
Усадьба графини Н.М.Соллогуб в 1900-е гг.

Несмотря на то что ряд исследователей полагает, что упоминание Поварской улицы в тексте романа случайно, в советское время на фасаде усадьбы установили мемориальную табличку, а усадьбу часто называют домом Ростовых.

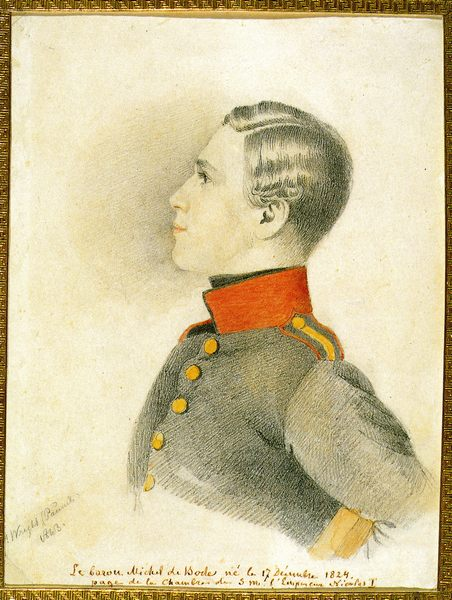
Портрет Михаила Боде-Колычёва, 1843 год

После смерти писателя Александра Грибоедова его вдова Нина Чавчавадзе с сестрой Екатериной Чавчавадзе некоторое время гостила в особняке барона Боде-Колычёва. В 1866 году в домовой церкви усадьбы публицист Иван Аксаков венчался с дочерью поэта Фёдора Тютчева Анной. После смерти Михаила Боде-Колычёва в 1888-м особняк перешёл по наследству его дочери Наталии Михайловне, мужем которой был граф Фёдор Соллогуб. Он скончался в 1890 году, через 26 лет умерла и его жена, имение перешло в собственность старшей дочери — Елены Соллогуб.

### Дом Союза писателей СССР
После Октябрьской революции комплекс занимала Всероссийская чрезвычайная комиссия. В марте 1918 года работники переехали в здание на Большой Лубянке. В доме Ростовых некоторое время жил Анатолий Луначарский и действовала Литкомиссия ВЦИК. Затем в особняке расположили информационный отдел Народного комиссариата национальностей, где в 1918-м работала Марина Цветаева. Летом следующего года усадьбу переоборудовали под дворец искусств, в котором выступали поэты Александр Блок, Сергей Есенин, Борис Пастернак и другие.
С 1921 по 1925 год помещения усадьбы занимал Высший литературно-художественный институт. Ректором университета являлся Валерий Брюсов, среди выпускников академии поэты Михаил Светлов, Елена Благинина, писатели Артём Весёлый, Степан Злобин и другие. В этот же период в здании действовал Музей живописной культуры, а часть помещений переоборудовали под квартиры для съёма. Так, после своей свадьбы поэт Роберт Рождественский и литературный критик Алла Борисовна Киреева арендовали одну из подвальных комнат коммунальной квартиры.
В 1925—1935 годах комплекс занимала Федерация объединений советских писателей, с 1933-го — правление Союза писателей СССР. В стенах усадьбы  в 1930 году проходила панихида по Владимиру Маяковскому, через десять лет — по Михаилу Булгакову.
В 1933 году особняк национализировали и официально передали во владение Союза писателей. Строение стали именовать Всесоюзным министерством писателей. Через двадцать семь лет комплекс получил статус памятника культуры государственного значения. В 1939-м на базе Союза писателей организовали литературный журнал «Дружба народов».
В 1930-х годах из-за реконструкции с Цветного бульвара во двор усадьбы переместили скульптуру Сергея Меркурова «Мысль». Физикогеограф Юрий Ефремов в книге «Московских улиц имена» указывает, что скульптуру убрали, когда она не понравилась видному деятелю писательского союза Фёдору Панферову: «При чем же тут мысль, какое отношение она имеет к писателям? Убрать!». В 1956-м (по другим данным — 1958-м) во дворе дома установили бронзовый памятник Льву Толстому работы скульптора Галины Новокрещеновой, архитектор — В. Н. Васнецов. Монумент стал подарком общества украинских писателей в честь 300-летия воссоединения Украины с Россией.

### Конец XX века — современность

Внутренний двор усадьбы Соллогуба, в центре — статуя Льва Толстого, 2010 год

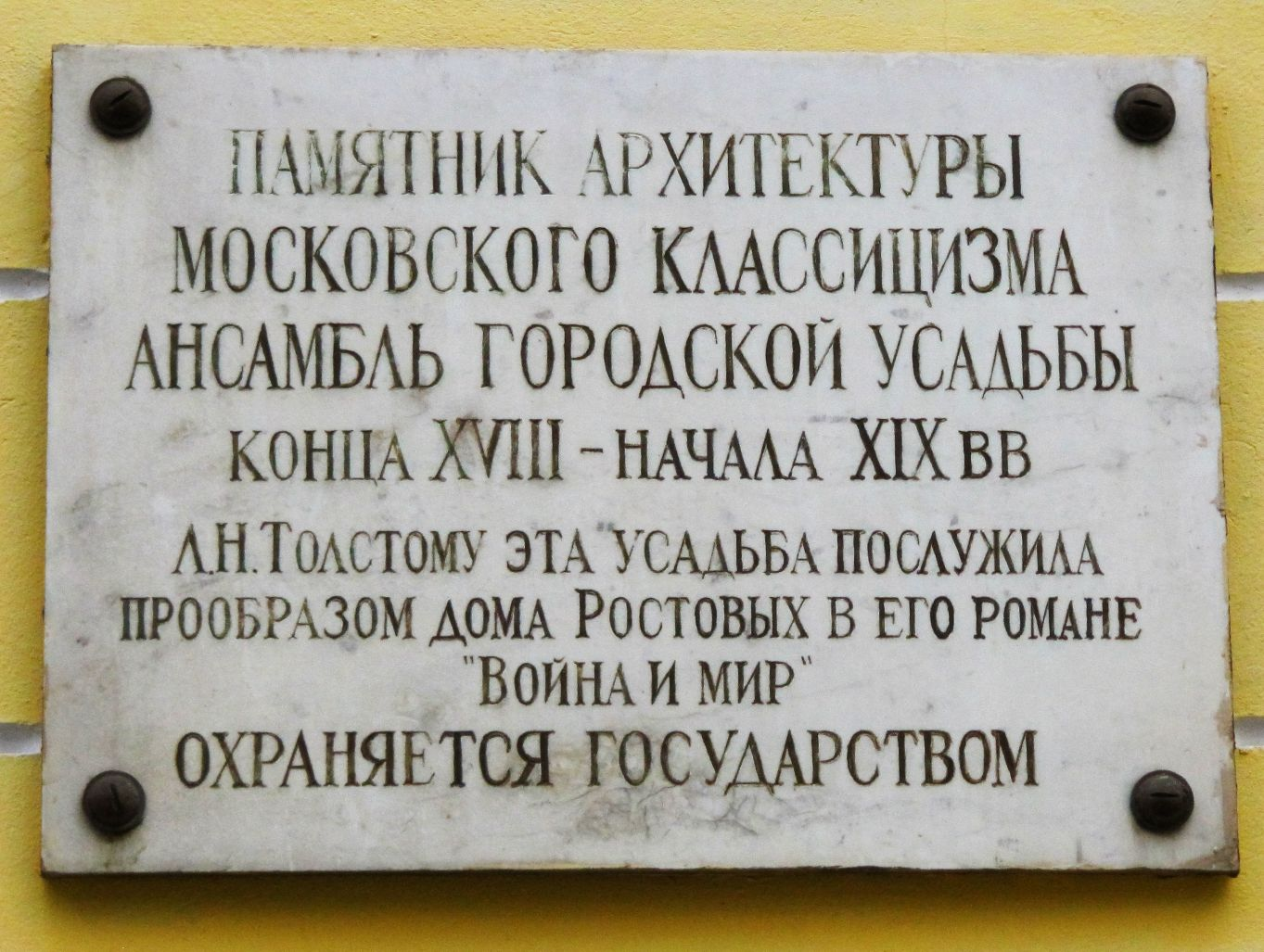
Памятная табличка, установленная на доме Ростовых, 2010 год

В 1991 году по идеологическим причинам часть драматургов вышла из объединения писателей. Благодаря этому возник Союз писателей Москвы, в который вошли Булат Окуджава, Юрий Нагибин, Григорий Бакланов, Белла Ахмадулина, Андрей Вознесенский и другие. Организация заняла часть помещений особняка. В июне 1992 года Союз писателей СССР переименовали в Международное сообщество писательских союзов (МСПС). При этом часть литераторов выделилась в отдельную организацию — Союз писателей России, отличавшуюся патриотическими настроениями. В этом же месяце по распоряжению зампредседателя правительства Егора Гайдара всё имущество изъяли в пользу государства. Причиной послужило формальное упразднение писательского объединения СССР. В 1993 году Высший арбитражный суд удовлетворил иски МСПС и отменил распоряжения об отчуждении имущества. На тот момент объект не был закреплён в собственности ни за одной из занимавших его организаций, а только числился во владении. По свидетельствам первого секретаря Союзов писателей Москвы Риммы Казаковой, помещения в комплексе распределили следующим образом: 
Мы просто жили, нас постепенно вытесняли <...> мы находимся на территории 89 метров. А организация МСПС под руководством Пулатова занималась тем, что разбазаривала государственную собственность. От 3000 метров осталось 1200—1300. 1200 они занимают, Союз российских писателей ютится вообще в комнате под потолком. Мингосимущество заявляет, что там нет правил противопожарной охраны, был пожар, трубы гнилые, особняк разрушается. <...> И судя по прессе, они претендуют на то, чтобы считать себя правопреемниками Союза писателей СССР, что неправда, ибо суд не подтвердил правопреемничество ни одной организации. Речь может идти только о том, чтобы всем организациям вместе располагаться на этой площади, поделив ее согласно своим уставным задачам.
В этот период хозяйствующие субъекты вели споры о правах на имение, которые осложнялись перераспределением имущества. Так, в середине 1990-х годов пустующую церковь Филиппа митрополита занимала секта «Самосвяты», считавшаяся на тот момент религиозным меньшинством. В 2004-м организацию выселили, а помещения переоборудовали под ресторан. В 2000—2005 годах один из флигелей здания был продан действовавшим руководителем МСПС Арсением Ларионовым и возвращён через суд.
В 2000 году руководство Госкомимущества распорядилось передать дом Ростовых унитарному эксплуатационному предприятию «Эфес». По заявлению Арсения Ларионова действовавший председатель Тимур Пулатов был уличён в сделке с этой организацией и отстранён от должности на внеочередном съезде организации. Московский арбитражный суд признал недействительными документы  о передаче имущества, подписанные Пулатовым. К 2004-му по распоряжению суда собственность закрепили за МСПС, после чего правление организации потребовало от союзов писателей Москвы и России освободить помещения.
Из-за аварийного состояния объекта и окончания договора аренды в 2012 году правление МСПС выселило редакцию журнала «Дружба народов». Организация переехала в офисное здание на улице Кржижановского.
Известно, что в этот период на территории  усадьбы Соллогуба действовало четыре ресторана. В 2013-м на входе в один из них был застрелен криминальный авторитет Аслан Усоян. Предположительно, он являлся владельцем заведений.
В 2016 году по факту мошенничества с правами собственности на дом Ростовых было возбуждено уголовное дело. Следствие предполагало, что 

…неустановленные лица от имени Международного сообщества писательских союзов 20 декабря 2002 года изготовили подложное определение арбитражного суда города Москвы и передали его для регистрации права собственности на объект архитектурного наследия «Городская усадьба Соллогуба».
Иск на МСПС подали в прокуратуру представители Росимущества, однако к тому моменту срок давности по уголовному делу уже истёк. В июне 2018 года по решению Басманного районного суда следствие по иску прекратили. По словам зампредседателя МСПС Владимира Середина, в ходе разбирательства было доказано, что следствие велось с нарушением действующего законодательства.
В 2017—2018 годах на территории комплекса проходила реставрация служебных корпусов. Во время работ обновили фасад, восстановили декор, ликвидировали трещины в кладке и заменили напольное покрытие.

## Архитектура
Парадный двор комплекса по форме приближен к овалу, что подчёркивают круглая дорожка и сквер в центре. С этой стороны главный двухэтажный корпус усадьбы оформлен пятиступенчатой композицией. Боковые части дома выделены ризалитом и украшены спаренными дорическими колоннами, выделенным карнизом с аттиком. На уровне второго этажа ризалиты объединены открытой галереей с кованным ограждением. Центр террасы подчеркнут шестью колоннами, которые поддерживают массивный фронтон с геральдическим барельефом. Он изображает символы родов Боде и Колычёвых: двух львов, держащих щит. Под ним находится девиз рода: Deus Honor et Gloria («Бог, честь и слава»), венчает композицию баронская корона с тремя дворянскими шлемами. Особняк имеет анфиладную планировку, все парадные комнаты объединены между собой и выходят в общий коридор. Одно из помещений украшают зеркальные вставки на потолке, которые расчистили в ходе реставрации.